# آدم خوبا
«آدم خوبا» (به انگلیسی: Good Ones) یک ترانه توسط خواننده و ترانه‌سرای انگلیسی چارلی ایکس‌سی‌ایکس می‌باشد که در ۲ سپتامبر سال ۲۰۲۱ به عنوان تک‌آهنگ اصلی از پنجمین آلبوم استودیویی وی تحت عنوان تصادف (۲۰۲۲) منتشر شد. این ترانه از لحاظ موسیقیایی با ژانرهای سینث‌ویو، الکتروپاپ و رقص گنجانده شده‌است.

## موزیک ویدئو
موزیک ویدئو همراه با ترانه منتشر شد. ویدئو در مکزیک فیلمبرداری شد و توسط هانا لوکس دیویس کارگردانی شد. ویدئو چارلی را در مراسم تشییع جنازه معشوق سابقش در حال رقصیدن با لباس زیر اطراف قبر و بر روی سنگ قبر به تصویر می‌کشد. این سنگ قبر نام وی را به همراه تاریخ تولد وی و تاریخ ۱۸ مارس ۲۰۲۲، که تاریخ انتشار تصادف نیز است را نشان می‌دهد.